# Arctosa keniana
Arctosa keniana Roewer, 1960 è un ragno appartenente alla famiglia Lycosidae.

## Etimologia
Il nome proprio della specie deriva dal fiume congolese di rinvenimento degli esemplari: il Kenia.

## Caratteristiche
L'epigino è piatto, più lungo che largo, e di forma triangolare; vi sono ben visibili due setti mediani, separati fra loro..
Le femmine hanno il bodylenght (prosoma + opistosoma) di 8 millimetri (4 + 4).

## Distribuzione
La specie è stata reperita nella Repubblica Democratica del Congo meridionale, lungo il fiume Kenia, affluente di destra del fiume Lusinga e subaffluente di destra del Lufwa, a 1585 metri di altitudine, all'interno del Parco nazionale di Upemba.

## Tassonomia
La denominazione originaria di Roewer fu Arkalosula keniana Roewer, 1960; a seguito di un lavoro dello stesso descrittore, questi esemplari sono stati trasferiti al genere Arctosa.
Al 2016 non sono note sottospecie e dal 1960 non sono stati esaminati nuovi esemplari.